# Орак-Аджи
Ора́к-Аджи́ (крим. Oraq Acı, до 2023 року — Комсомо́льське) — село Джанкойського району Автономної Республіки Крим. Населення становить 734 особи. Орган місцевого самоврядування — Маслівська сільська рада.

## Географія
Село Орак-Аджи розташоване в центрі Джанкойського району, у степовому Криму, на березі основного русла Північно-Кримського каналу, висота над рівнем моря — 13 м. Сусідні села: Маслове за 2 км на захід, Вітвисте за 3 км на північний схід і Островське за 1,5 км на схід. Відстань до райцентру — близько 5 км на південь (по шосе близько 10 км), найближча залізнична станція Мамут (за 3,5 км).

## Населення
За переписом населення України 2001 року в селі мешкало 737 осіб.

### Мова
Розподіл населення за рідною мовою за даними перепису 2001 року:
| Мова              | Відсоток |
| ----------------- | -------- |
| українська        | 45,10 %  |
| російська         | 41,01 %  |
| кримськотатарська | 12,81 %  |
| інші              | 1,08 %   |

## Історія
Вперше село Комсомольське зустрічається у «Довіднику адміністративно-територіального поділу Кримської області на 15 червня 1960 року».
За даними перепису 1989 року у селі проживало 725 осіб.
У 2015 році село було внесено до переліку населених пунктів, які потрібно перейменувати згідно із законом «Про засудження комуністичного та націонал-соціалістичного (нацистського) тоталітарних режимів в Україні та заборону пропаганди їхньої символіки».
12 травня 2016 року постановою Верховної Ради України № 1352-VIII село перейменоване на Орак-Аджи відповідно до вимог закону «Про засудження комуністичного та націонал-соціалістичного (нацистського) тоталітарних режимів в Україні та заборону пропаганди їхньої символіки». Постанова набрала чинности у 2023 році.
Історичне село Орак-Аджи, чию назву зараз має сучасне село, відоме з часів Кримського ханства, у 1948 році перейменоване на Мінине та у 1974 році приєднане до села Маслове.